# Jacques Lefèvre d'Étaples
Jacques Lefèvre d'Étaples,també conegut pel seu nom llatinitzat de Jacobus Faber Stapulensis (Étaples sur mer, 1450 - Nérac, 1536), va ser un humanista i teòleg francès. És un precursor del moviment protestant a França tot i que ell personalment es va mantenir fidel al catolicisme. Alguns dels seus llibres van ser condemnats per herètics i va patir l'exili. Tingué la protecció de Francesc I de França. Va ser un clergue d'existència retirada i consagrat a l'erudició clàssica i els estudis teològics i exegètics. Viatjà a Itàlia a partir de 1486 i 1492. Disposava d'una sensibilitat que l'inclinava al misticisme. El 1512 elabora un comentari de les epístoles de Sant Pau i el 1530 tradueix el Nou Testament del grec al francès.